# ایسکوشتا
ایسکوشتا (انگلیسی: Iskushta) یک شهرک در شهرستان بلورتسکی باشقیرستان کشور روسیه است.